# Nazırlı
Nazırlı è un comune dell'Azerbaigian situato nel distretto di Bərdə. Conta una popolazione di 1 611 abitanti.